# Biaklorikit
Biaklorikit (Trichoglossus rosenbergii) är en fågel i familjen östpapegojor inom ordningen papegojfåglar.

## Utseende
Biaklorikiten är en 25–30 cm lång färgglad papegoja. Den har mörkblått huvud, ordenligt med gult från nacken till mantelns övre del och grönt på resten av ovansidan och stjärten. På undersidan syns rött på bröst och flanker med breda mörkt indigofärgade tvärband, medan buken är helt indigoblå.

## Utbredning och systematik
Biaklorikit återfinns på ön Biak i Indonesien. Den behandlas som monotypisk, det vill säga att den inte delas in i några underarter.

## Status
IUCN kategoriserar arten som sårbar.

## Namn
Fågelns vetenskapliga artnamn hedrar Carl Benjamin Hermann Freiherr von Rosenberg (1817-1888), tysk naturforskare, utforskare och samlare i Östindien.